# Starzenie się roślin

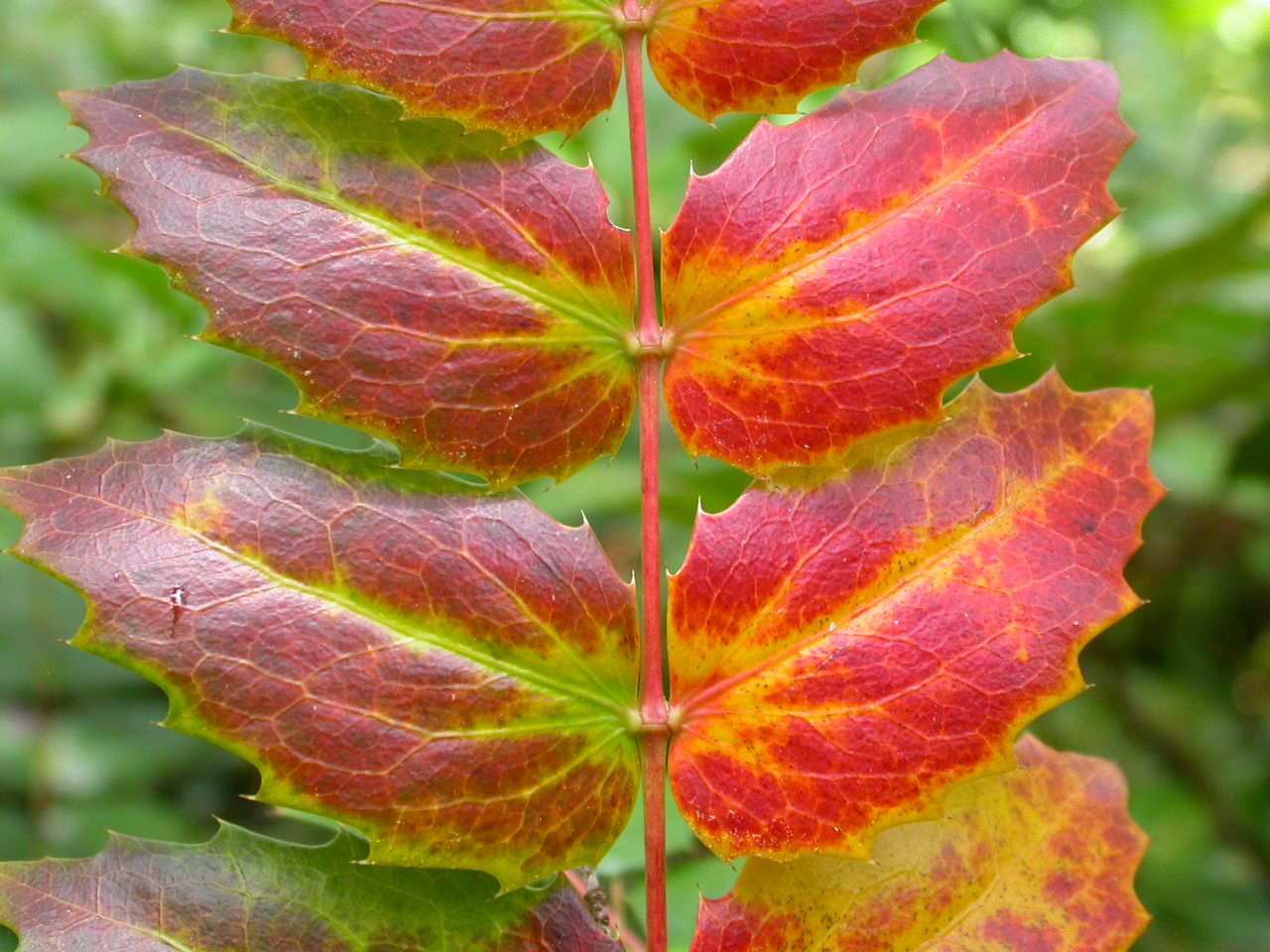
W pierwszym etapie starzenia roślin dochodzi do rozpadu chlorofilu

Starzenie się roślin – końcowy etap rozwoju rośliny, charakteryzujący się osłabieniem procesów życiowych. Ostatecznym rezultatem procesu starzenia jest śmierć. Starzenie się może obejmować całą roślinę lub poszczególne jej organy. Starzenie się całego organizmu roślinnego zachodzi po wytworzeniu kwiatów i owoców u roślin monokarpicznych. U bylin na koniec sezonu wegetacyjnego starzeją się i obumierają części nadziemne. U roślin polikarpicznych występuje zjawisko starzenia się niektórych organów. Starzeniu podlegają kwiaty, owoce i liście.

## Zmiany w obrębie komórki
O rozpoczęciu procesu starzenia decydują zarówno czynniki genetyczne, jak i środowiskowe. W początkowym etapie dochodzi do spadku zawartości auksyn, cytokinin i giberelin w starzejącej się tkance, jednocześnie wzrasta stężenie etylenu i kwasu abscysynowego. Widocznym objawem starzenia jest rozpad chlorofilu i utrata turgoru komórek. Degradacji ulega ultrastruktura chloroplastów. Zanikają błony lamelarne, zanikają rybosomy, zwiększa się ilość i rozmiar globul plastydowych. Zmniejsza się także ilość rybosomów w cytozolu, dochodzi do rozpadu retikulum endoplazmatycznego, aparatów Golgiego i tonoplastu. W końcowym etapie zniszczeniu ulega ultrastruktura jądra komórkowego. Zmiany hormonalne prowadzą do syntezy de novo licznych enzymów hydrolitycznych takich jak proteazy, nukleazy, lipazy, amylazy, pektynazy i celulazy. Powstające w reakcjach katalizowanych przez te enzymy związki proste są odprowadzane z tkanek starzejących się do innych części rośliny.

## Odcinanie organów
W strefie klimatu umiarkowanego jesienią dochodzi do zrzucania liści. Po odprowadzeniu przydatnych dla organizmu związków ze starzejącego się organu dochodzi do wytworzenia warstwy komórek nazywanej strefą odcinającą. Komórki tej strefy w wyniku działania etylenu syntetyzują enzymy hydrolizujące polisacharydy blaszki środkowej. Osłabienie połączeń pomiędzy komórkami prowadzi do oderwania się organu. Warstwa odcinająca tworzy się u nasady ogonka liściowego. Poza liśćmi strefa odcinająca wytwarzana jest także u nasady szypułki kwiatowej, tworzy się ona jeżeli nie doszło do zapłodnienia lub jest ono niepełne. W przypadku owoców powstawać może jedna strefa odcinająca między szypułka a pędem, tak jest u owoców ziarnkowych lub dwie strefy odcinające, między szypułką a pędem i między szypułką a owocnią, tak jest u owoców pestkowych. Po odpadnięciu organu strefa odcinająca pokrywana jest substancjami chroniącymi przed patogenami takimi jak kutyna, garbniki. Proces tworzenia warstwy odcinającej jest stymulowany przez etylen i kwas abscysynowy. Nazwa tego drugiego związku pochodzi od ang. abscission - odcinanie.